# Bostronizo
Bostronizo är en ort i Spanien.   Den ligger i provinsen Provincia de Cantabria och regionen Kantabrien, i den norra delen av landet, 300 km norr om huvudstaden Madrid. Bostronizo ligger 433 meter över havet och antalet invånare är 124.
Terrängen runt Bostronizo är kuperad, och sluttar norrut. Runt Bostronizo är det glesbefolkat, med 14 invånare per kvadratkilometer. Närmaste större samhälle är Torrelavega, 16,0 km norr om Bostronizo. I omgivningarna runt Bostronizo växer i huvudsak blandskog.